# Xyris scabrifolia
Xyris scabrifolia là một loài thực vật hạt kín trong họ Hoàng đầu. Loài này được R.M.Harper miêu tả khoa học đầu tiên năm 1903.